# Pavel Axelrod
Pour les articles homonymes, voir Axelrod.
 (février 2010).
Si vous disposez d'ouvrages ou d'articles de référence ou si vous connaissez des sites web de qualité traitant du thème abordé ici, merci de compléter l'article en donnant les références utiles à sa vérifiabilité et en les liant à la section « Notes et références ».
Pavel Borissovitch Axelrod (en russe : Павел Борисович Аксельрод ; 25 août 1850 – 16 avril 1928) est un révolutionnaire marxiste russe.

## Biographie
Né Pinchas Borutsch (en russe : Пинхус Борух) à Chklow (aujourd'hui en Biélorussie) et élevé à Moguilev, Pavel Axelrod est le fils d'un modeste aubergiste juif.
En 1875, à Genève, il épouse Nadejda Ivanovna Kaminer, dont il dira dans ses journaux qu'elle est une « jeune femme charmante aux cheveux noirs et aux taches de rousseur exquises » et dont il avait été précédemment le précepteur. En dépit d'une situation financière difficile les premières années, le mariage s'avère solide. Ils ont trois enfants : Véra (1876), Alexandre (1879) et Sofia (1881). Son épouse meurt en 1905. C'est à cette époque que Pavel Axelrod détruira la plupart de ses journaux intimes, pour la raison qu'ils contenaient selon lui quelques vérités compromettantes sur sa philosophie révolutionnaire. En effet, l'admiration qu'il semblait porter à la classe des « prolétaires » et l'espoir qu'il plaçait en eux constituaient, selon ses camarades du groupe "Libération du Travail", une menace pour les thèses des populistes russes.
Au milieu des années 1880, Axelrod fonde sa propre petite entreprise de kéfir. À la fin des années 1890, la société possède des bureaux à Zurich, Genève, Fribourg et Bâle et assure des revenus réguliers à Axelrod et sa famille, et permet, grâce à la générosité d'Axelrod, un soutien à d'autres révolutionnaires. En 1908, la société Axelrod-kefir est vendue en viager.
Pavel Axelrod meurt en exil à Berlin, en 1928.

## Révolutionnaire marxiste
Influencé par Bakounine dans sa jeunesse, Axelrod serait resté idéaliste même après avoir embrassé le matérialisme historique. Il milita dans l'organisation Terre et Liberté, mais après la scission de ce mouvement en août 1879, participa à la création de l'organisation Tcherny Peredel à Saint-Pétersbourg avec Gueorgui Plekhanov, Véra Zassoulitch, Lev Deutsch, Ossip Aptekman et Élisabeth Kovalskaïa.
En 1883, il est l'un des cofondateurs du groupe « Libération du Travail », d'inspiration marxiste, en Suisse, avec son ami Plekhanov et Véra Zassoulitch.
En 1900, Axelrod, Plekhanov et Zassoulitch joignent leurs forces avec les jeunes révolutionnaires marxistes Julius Martov, Lénine et Alexandre Potressov pour produire le journal Iskra. En 1903, lorsque les partisans regroupés autour de l'Iskra font sécession lors du deuxième congrès du Parti ouvrier social-démocrate de Russie, Axelrod rejoint la fraction menchevik opposée aux bolcheviks de Lénine.
Opposé à la Guerre mondiale de 1914, Axelrod édite le journal internationaliste Nache slovo (Notre monde) avec d'autres mencheviks : Trotski, Martov, Antonov-Ovseïenko.
En 1917, après la révolution de Février, Axelrod retourne en Russie. À cette date, certains mencheviks avaient déjà rejoint le gouvernement provisoire russe d'Alexandre Kerenski et soutenaient sa politique de guerre. En dépit de ses efforts, Axelrod échoue à convaincre les mencheviks d'une inflexion politique en faveur de négociations de paix avec les empires centraux.
Après la révolution d'Octobre, qu'Axelrod qualifiait cependant de « crime historique sans précédent dans l'histoire moderne », il entreprit une tournée mondiale visant à rallier une opposition socialiste aux bolcheviks.